# Philipp Zippermayr
Philipp Zippermayr (* 21. Juni 1949 in Salzburg) ist ein österreichischer Heilpraktiker und Comicautor.

## Leben
Zippermayr wurde 1949 als Sohn des Physikers Mario Zippermayr geboren. Er wuchs in Kremsmünster auf und studierte ab 1969 Biologie in Salzburg, wo er 1976 promoviert wurde. 1978 veröffentlichte er unter dem Pseudonym Ph. G. Wolff zusammen mit dem Salzburger Grafiker Günther Mayrhofer im Verlag RO-Schnelldruck den Comic Gold in El Dorado. Da der Comic unter dem Obertitel Classic Comic firmierte, den der Verlag Schwager & Steinlein im selben Jahr für eine eigene Albumreihe verwendet hatte, strengte dieser eine Klage an, die ein zeitweiliges Ende der Comic-Aktivitäten von Zippermayr bedeutete. Zwei Jahre später startete Zippermayr ebenfalls mit Mayrhofer die Comicserie Gallenstein, die bis 1983 lief. Seit 1991 ist er als Homöopath in eigener Praxis in Kremsmünster tätig. Seit 2014 betreibt Zippermayr den Blog Symptom & Sense, in dem er unter anderem rechtsextreme Verschwörungstheorien propagiert, den Klimawandel leugnet und gegen Impfungen polemisiert.

## Werke
- Was tun, wenn Medikamente und Kräuter versagen? Ennsthaler Verlag, Steyr 1990, ISBN 3-85068-315-X
- Homöopathische Menschenbilder. Sonntag Verlag, Stuttgart 1997, ISBN 3-87758-100-5
- Lebendige Homöopathie. Ennsthaler Verlag, Steyr 2003, ISBN 3-85068-593-4
- Materia medica der Motive. Verlag Peter Irl, Buchendorf bei München 2004, ISBN 3-933666-05-8